# Gran Premio del Belgio 1981
Il Gran Premio del Belgio 1981 è stata la quinta prova della stagione 1981 del Campionato mondiale di Formula 1. Si è corsa domenica 17 maggio 1981 sul Circuito di Zolder. La gara è stata vinta dall'argentino Carlos Reutemann  su Williams-Ford Cosworth, alla sua dodicesima e ultima affermazione iridata. Alle sue spalle si piazzarono il francese Jacques Laffite su Ligier-Matra e il britannico Nigel Mansell su Lotus-Ford Cosworth, con quest’ultimo al primo podio in una gara di F1.
Il weekend di gara fu funestato dalla morte di un meccanico dell'Osella, Giovanni Amadeo, travolto nella corsia dei box dalla vettura di Carlos Reutemann, durante le prove ufficiali. Ciò portò a una forte critica nei confronti della sicurezza del circuito; la gara ebbe anche una caotica partenza, ove un altro meccanico, questa volta dell'Arrows fu vittima di un serio incidente. Il Gran Premio venne interrotto per consentire di soccorrere il meccanico, su pressione degli stessi piloti. La corsa, una volta ripresa, venne nuovamente e definitivamente interrotta per l'arrivo della pioggia, concludendosi dopo soli 54 giri (dei 70 previsti).

## Vigilia

### Sviluppi futuri
Il 7 maggio la federazione depennò definitivamente dal calendario mondiale il Gran Premio degli Stati Uniti d'America-Est, che si sarebbe dovuto disputare il 4 ottobre a Watkins Glen. La cancellazione fu dovuta al mancato versamento degli organizzatori di quanto pattuito alle scuderie per l'edizione del 1980, circa 800.000 dollari. La Formula 1 non è mai più tornata su quel tracciato statunitense.

### Aspetti tecnici
La Lotus, non potendo più schierare la monoposto 88 (giudicata irregolare), riportò in pista la 81B, già utilizzata in alcune occasioni nella stagione 1980. La Renault fece debuttare la RE30, affidata al solo René Arnoux, mentre l'ATS portò in pista la D5.
Viste le decisioni prese dai commissari a Imola e dalla Federazione in merito all'utilizzo dei correttori variabili d'assetto, ideati dalla Brabham, tutte le altre scuderie si adeguarono e progettarono meccanismi simili per le proprie monoposto. Al sabato Jean-Marie Balestre, presidente della Federazione Internazionale Sport Automobilistico annunciò l'accordo per legalizzare definitivamente il correttore d'altezza delle monoposto, montato dalla Brabham BT49C. Ciò diede il via libera anche a tutti i sistemi simili, già sperimentati da altri costruttori.

### Aspetti sportivi
La Lotus rientrò nel mondiale, dopo l'assenza nel Gran Premio di San Marino, dovuta alla mancata disponibilità di una vettura competitiva.
I 32 iscritti rendevano necessarie le prequalifiche, procedura che non si teneva dal Gran Premio di Monaco 1979. Dieci vetture avrebbero dovuto sostenere tale sessione, che avrebbe previsto l'eliminazione degli ultimi due tempi: le due Osella, le due ATS, le due Toleman, le due March, e le uniche Ensign e Theodore. L'assenza però di un'Osella, quella affidata all'infortunato Miguel Ángel Guerra ridusse il numero di iscritti a 31, solo un'unità in più di quanto ammesso alle qualifiche. Per tale ragione si decise di escludere la Theodore, unica scuderia né iscritta al Gran Premio da parte della FISA, né facente parte della FOCA, l'associazione dei costruttori. La scuderia di Hong Kong però aveva già marcato un punto iridato, per cui si decise di ammetterla alle prove, senza tenere prequalifiche.
Successivamente l'Osella decise di sostituire l'infortunato Guerra con Giorgio Francia, che aveva già tentato, senza successo, di qualificarsi nel Gran Premio d'Italia 1977 con la Brabham; la FISA però negò la Superlicenza al pilota milanese; la scuderia piemontese lo sostituì con l'esordiente Piercarlo Ghinzani, pilota con una certa esperienza nel Campionato del Mondo Sport Prototipi.
Ciò avrebbe riproposto 32 vetture pronte alle qualifiche, due oltre il tetto massimo previsto dal regolamento: all'ATS però Jan Lammers venne sostituito da Manfred Winkelhock, impegnato però, durante il weekend, in un'altra gara. Il numero 9 passò così a Slim Borgudd, l'altro conduttore dell'ATS. Con 31 vetture venne esclusa nuovamente la Theodore di Patrick Tambay, vista anche l'opposizione di Ferrari e Osella.

## Qualifiche

### Resoconto
Al venerdì, dopo un quarto d'ora dall'inizio delle prove, la Williams di Carlos Reutemann, mentre percorreva la corsia dei box, travolse il meccanico dell'Osella Giovanni Amadeo: nell'impatto egli venne lanciato in aria e ricadde malamente tra la gomma posteriore della monoposto e il gradino del muretto. Venne trasportato in gravi condizioni all'ospedale di Gand e successivamente a quello di Lovanio, ove perì domenica sera, a causa delle gravi ferite riportate.
Il più veloce della sessione fu l'altro pilota della Williams, Alan Jones: il suo tempo migliore venne però cancellato in quanto la distanza tra il fondo della monoposto e il suolo era inferiore al limite minimo di 6 cm previsto dal regolamento. Jones poté proseguire le prove con l'utilizzo del muletto, che era invece regolare. Il miglior tempo fu quindi accreditato a Reutemann, in 1'22"28, che precedette Nelson Piquet di ben nove decimi; il brasiliano fu anche protagonista di uno spettacolare incidente, uscendone però illeso. Terzo fu Didier Pironi, che nel corso della sessione subì la rottura del cambio, mentre in quarta piazza si collocò Riccardo Patrese.
Nel corso delle prove la GPDA, il sindacato dei piloti, emise un comunicato in cui criticava la presenza in pista per le qualifiche di ben trenta vetture (fatto che causava anche un considerevole assembramento di uomini nella pit-lane, che a Zolder era di per sé piuttosto angusta), e chiese che solo 26 di esse potessero partecipare alla sessione del sabato. Dal canto loro i meccanici minacciarono uno sciopero per il giorno del Gran Premio, per sensibilizzare l'ambiente della Formula 1 sulle scarse condizioni di sicurezza in cui si trovavano a operare. I commissari di gara non recepirono tuttavia alcuna istanza.
Al sabato l'arrivo della pioggia non consentì ai piloti di migliorare i tempi del giorno precedente: Carlos Reutemann conquistò così la sua quinta pole position iridata, davanti a Piquet. A questa sessione non parteciparono le Toleman di Brian Henton e Derek Warwick, riducendo a 29 il numero di vetture impegnate nelle prove. Ciò consentì alla Theodore di schierare un'ulteriore monoposto, affidata a Patrick Tambay.
I piloti poterono montare gomme slick solo nell'ultimo quarto d'ora; in questo frangente Tambay sfiorò la qualificazione, ma mentre era impegnato nel suo miglior giro si trovò davanti la Ferrari di Villeneuve, che procedeva ad andatura ridotta e l'obbligò a rallentare. Non si qualificò nemmeno René Arnoux, che al volante della nuova Renault RE30 non riuscì a migliorare il venticinquesimo tempo stabilito al venerdì.

### Risultati
Nella sessione di qualifica si è avuta questa situazione:
| Pos                     | Nº | Pilota                | Costruttore              | Tempo       | Griglia |
| ----------------------- | -- | --------------------- | ------------------------ | ----------- | ------- |
| 1                       | 2  | Carlos Reutemann      | Williams-Ford Cosworth   | 1'22"28     | 1       |
| 2                       | 5  | Nelson Piquet         | Brabham-Ford Cosworth    | 1'23"13     | 2       |
| 3                       | 28 | Didier Pironi         | Ferrari                  | 1'23"47     | 3       |
| 4                       | 29 | Riccardo Patrese      | Arrows-Ford Cosworth     | 1'23"67     | 4       |
| 5                       | 7  | John Watson           | McLaren-Ford Cosworth    | 1'23"73     | 5       |
| 6                       | 1  | Alan Jones            | Williams-Ford Cosworth   | 1'23"82     | 6       |
| 7                       | 27 | Gilles Villeneuve     | Ferrari                  | 1'23"94     | 7       |
| 8                       | 3  | Eddie Cheever         | Tyrrell-Ford Cosworth    | 1'24"38     | 8       |
| 9                       | 26 | Jacques Laffite       | Ligier-Matra             | 1'24"41     | 9       |
| 10                      | 12 | Nigel Mansell         | Lotus-Ford Cosworth      | 1'24"44     | 10      |
| 11                      | 20 | Keke Rosberg          | Fittipaldi-Ford Cosworth | 1'24"46     | 11      |
| 12                      | 15 | Alain Prost           | Renault                  | 1'24"63     | 12      |
| 13                      | 30 | Siegfried Stohr       | Arrows-Ford Cosworth     | 1'24"66     | 13      |
| 14                      | 11 | Elio De Angelis       | Lotus-Ford Cosworth      | 1'24"96     | 14      |
| 15                      | 14 | Marc Surer            | Ensign-Ford Cosworth     | 1'25"19     | 15      |
| 16                      | 25 | Jean-Pierre Jabouille | Ligier-Matra             | 1'25"28     | 16      |
| 17                      | 23 | Bruno Giacomelli      | Alfa Romeo               | 1'25"31     | 17      |
| 18                      | 22 | Mario Andretti        | Alfa Romeo               | 1'25"56     | 18      |
| 19                      | 4  | Michele Alboreto      | Tyrrell-Ford Cosworth    | 1'25"91     | 19      |
| 20                      | 21 | Chico Serra           | Fittipaldi-Ford Cosworth | 1'25"93     | 20      |
| 21                      | 6  | Héctor Rebaque        | Brabham-Ford Cosworth    | 1'26"52     | 21      |
| 22                      | 32 | Beppe Gabbiani        | Osella-Ford Cosworth     | 1'26"69     | 22      |
| 23                      | 8  | Andrea De Cesaris     | McLaren-Ford Cosworth    | 1'26"95     | 23      |
| 24                      | 31 | Piercarlo Ghinzani    | Osella-Ford Cosworth     | 1'27"48     | 22      |
| Vetture non qualificate |    |                       |                          |             |         |
| NQ                      | 16 | René Arnoux           | Renault                  | 1'27"93     | NQ      |
| NQ                      | 18 | Eliseo Salazar        | March-Ford Cosworth      | 1'28"38     | NQ      |
| NQ                      | 9  | Slim Borgudd          | ATS-Ford Cosworth        | 1'29"98     | NQ      |
| NQ                      | 33 | Patrick Tambay        | Theodore-Ford Cosworth   | 1'32"47     | NQ      |
| NQ                      | 35 | Derek Warwick         | Toleman-Hart             | 1'35"97     | NQ      |
| NQ                      | 36 | Brian Henton          | Toleman-Hart             | 1'36"37     | NQ      |
| NQ                      | 17 | Derek Daly            | March-Ford Cosworth      | senza tempo | NQ      |

## Gara

### Resoconto
A seguito della tragedia del venerdì, un comitato di meccanici decise di effettuare una protesta simbolica prima del via, al fine di sensibilizzare il pubblico sulla scarsa sicurezza del loro ambiente di lavoro: essi si sistemarono in piedi lungo la linea del traguardo, imitati anche da una nutrita schiera di piloti.
Dopo circa cinque minuti i piloti iniziarono ad abbandonare il presidio per rientrare sulle monoposto, viste anche le minacce di squalifica giunte dalla FISA e le pressioni esercitate dai team manager.
La risalita sulle vetture avvenne però alla spicciolata, dopodiché ogni pilota iniziò per conto proprio a effettuare il giro di ricognizione (all'epoca non era previsto che il gruppo delle monoposto rimanesse compatto in questa circostanza): molti iniziarono la loro tornata ben prima degli altri e Nelson Piquet, giunto al termine della propria ricognizione, vide che la griglia non era ancora composta e decise di effettuare un secondo giro di allineamento. Tornato sul traguardo, il brasiliano dovette procedere a zig-zag tra le altre vetture e infine, per via dello spazio angusto, sbagliò la casella di partenza, rendendo necessario l'intervento dei meccanici per riposizionarlo nella posizione corretta. Lo stesso accadde anche ad altri piloti, che furono costretti a complesse manovre per raggiungere la propria piazzola: similmente a Piquet, anche la Arrows di Siegfried Stohr non riuscì ad allinearsi e dovette essere rimessa a posto a forza di braccia.
Il caos in griglia fece tardare il momento della partenza e diverse vetture, rimaste lungamente ferme col motore acceso, iniziarono a surriscaldarsi: il poleman Carlos Reutemann iniziò a sbracciarsi, costringendo Frank Williams ad intervenire sulla griglia di partenza per tranquillizzarlo.
A quaranta secondi dal "via" un problema analogo colpì l'altra Arrows di Riccardo Patrese, già allineato in seconda fila, che spense il motore e iniziò a sua volta ad agitare le braccia. Il capo dei meccanici della squadra inglese, Dave Luckett, che aveva appena aiutato il compagno Stohr a prendere posizione, se ne avvide e corse verso di lui per rimettere in moto il propulsore. Alan Jones, fermo alle sue spalle, tentò a sua volta di segnalare il problema alzando un braccio.
Non si avvide della situazione lo starter Derek Ongaro, che accese il semaforo: dopo dieci secondi di luce rossa scattò il verde, proprio mentre Luckett rientrava in griglia con in mano il motorino d'avviamento e si accovacciava dietro il retrotreno della macchina di Patrese. Molte vetture riuscirono a scartare di lato evitando la Arrows, ma non ci riuscì Stohr, che tentando di superare un gruppetto di macchine rallentate dalla Ferrari di Gilles Villeneuve (partita male) si trovò la vettura del compagno davanti all'ultimo momento, la tamponò e travolse il meccanico.
I soccorsi furono immediati, con ingresso in pista dell'ambulanza; la gara però non venne immediatamente fermata, poiché i commissari (forse anche per un problema di comunicazione con la direzione di gara) si limitarono ad esporre la bandiera gialla. Solo dopo due giri Didier Pironi, secondo in classifica dietro a Piquet (che aveva tentato la fuga solitaria), si avvide della gravità della situazione e rallentò vistosamente, inducendo il gruppo degli inseguitori a fare altrettanto, finché non venne data bandiera rossa.
Il meccanico venne elitrasportato all'ospedale di Lovanio, ove gli vennero riscontrate una doppia frattura composta alle gambe e una commozione cerebrale, senza però pericolo di vita.
La gara riprese senza le due Arrows, il cui team scelse di ritirarsi, con i piloti (in particolare Stohr) in stato di shock. Nella seconda partenza Didier Pironi scattò al comando seguito da Carlos Reutemann, Nelson Piquet, John Watson, Alan Jones, Gilles Villeneuve, Jacques Laffite e Keke Rosberg. Già nel corso del secondo passaggio Jones passò Watson mentre Laffite fece lo stesso con Villeneuve. Pironi, che con la sua vettura turbocompressa era veloce sul rettilineo ma lento nella parte mista, finì per fare da "tappo" creando alle sue spalle un trenino di vetture.
Al decimo giro Reutemann tentò un attacco, ma sbagliò traiettoria e venne sopravanzato prima da Nelson Piquet e poi anche da Alan Jones. La leadership di Pironi venne ulteriormente complicata da un problema ai freni, che lo costrinse a un'uscita di pista; al contempo Watson, disorientato dalla manovra del ferrarista, venne passato da Laffite.
All'undicesimo giro Alan Jones tentò un sorpasso su Piquet alla Bolderberg; nella manovra i due vennero a contatto e la Brabham del brasiliano finì fuori pista. Il brasiliano, rientrato ai box a piedi, si lamentò fortemente per l'accaduto presso la Williams.
Al tredicesimo giro Pironi, con la vettura ormai in crisi meccanica, venne passato da Jones, Reutemann e Laffite, riuscendo però a tener dietro Watson, Villeneuve (la cui vettura aveva problemi di assetto a causa di un urto con un cordolo, che aveva danneggiato le molle idropneumatiche) e Nigel Mansell su Lotus. Quest'ultimo poco dopo passò prima Villeneuve poi Watson, inserendosi così in quinta posizione.
Dopo venti giri dal via Jones ruppe il cambio e terminò la sua gara con un'uscita di pista; nello stesso giro Didier Pironi andò in testacoda, facendo salire Mansell in terza posizione e dando modo all'altra Lotus di Elio De Angelis di entrare in zona punti. La classifica restò abbastanza costante per diversi giri.
Al 47º giro Watson, mentre tentava di evitare un contatto col doppiato Marc Surer, danneggiò il cambio e frenò bruscamente, spiattellando le gomme e perdendo molte posizioni.
A questo punto iniziò a piovere con insistenza; non appena furono passati i tre quarti di gara, poiché il regolamento vietava di cambiare gli pneumatici dopo tale termine, il direttore di gara decise di chiudere anzitempo il Gran Premio, esponendo la bandiera a scacchi al 54º passaggio. Vinse quindi Reutemann (in quella che fu la sua ultima affermazione iridata e ultima vittoria per un pilota argentino in formula 1), davanti a Jacques Laffite (che stava recuperando terreno) e Nigel Mansell, che ottenne il suo primo podio e i suoi primi punti iridati.

### Risultati
I risultati del Gran Premio furono i seguenti:
| Pos | No | Pilota                | Costruttore              | Giri | Tempo/Ritiro             | Pos. Griglia | Punti |
| --- | -- | --------------------- | ------------------------ | ---- | ------------------------ | ------------ | ----- |
| 1   | 2  | Carlos Reutemann      | Williams-Ford Cosworth   | 54   | 1h16'31"61               | 1            | 9     |
| 2   | 26 | Jacques Laffite       | Ligier-Matra             | 54   | + 36"06                  | 9            | 6     |
| 3   | 12 | Nigel Mansell         | Lotus-Ford Cosworth      | 54   | + 43"69                  | 10           | 4     |
| 4   | 27 | Gilles Villeneuve     | Ferrari                  | 54   | + 47"64                  | 7            | 3     |
| 5   | 11 | Elio De Angelis       | Lotus-Ford Cosworth      | 54   | + 49"20                  | 14           | 2     |
| 6   | 3  | Eddie Cheever         | Tyrrell-Ford Cosworth    | 54   | + 52"51                  | 8            | 1     |
| 7   | 7  | John Watson           | McLaren-Ford Cosworth    | 54   | + 1'01"66                | 5            |       |
| 8   | 28 | Didier Pironi         | Ferrari                  | 54   | + 1'32"04                | 3            |       |
| 9   | 23 | Bruno Giacomelli      | Alfa Romeo               | 54   | + 1'35"58                | 17           |       |
| 10  | 22 | Mario Andretti        | Alfa Romeo               | 53   | + 1 giro                 | 18           |       |
| 11  | 14 | Marc Surer            | Ensign-Ford Cosworth     | 52   | + 2 giri                 | 15           |       |
| 12  | 4  | Michele Alboreto      | Tyrrell-Ford Cosworth    | 52   | + 2 giri                 | 19           |       |
| 13  | 31 | Piercarlo Ghinzani    | Osella-Ford Cosworth     | 50   | + 4 giri                 | 24           |       |
| Rit | 6  | Héctor Rebaque        | Brabham-Ford Cosworth    | 39   | Incidente                | 21           |       |
| Rit | 25 | Jean-Pierre Jabouille | Ligier-Matra             | 35   | Trasmissione             | 16           |       |
| Rit | 21 | Chico Serra           | Fittipaldi-Ford Cosworth | 29   | Motore                   | 20           |       |
| Rit | 32 | Beppe Gabbiani        | Osella-Ford Cosworth     | 22   | Motore                   | 22           |       |
| Rit | 1  | Alan Jones            | Williams-Ford Cosworth   | 19   | Incidente                | 6            |       |
| Rit | 8  | Andrea De Cesaris     | McLaren-Ford Cosworth    | 11   | Cambio                   | 23           |       |
| Rit | 5  | Nelson Piquet         | Brabham-Ford Cosworth    | 10   | Incidente                | 2            |       |
| Rit | 20 | Keke Rosberg          | Fittipaldi-Ford Cosworth | 10   | Cambio                   | 11           |       |
| Rit | 15 | Alain Prost           | Renault                  | 2    | Frizione                 | 12           |       |
| Rit | 29 | Riccardo Patrese      | Arrows-Ford Cosworth     | 0    | Collisione alla partenza | 4            |       |
| Rit | 30 | Siegfried Stohr       | Arrows-Ford Cosworth     | 0    | Collisione alla partenza | 13           |       |
| NQ  | 16 | René Arnoux           | Renault                  |      |                          |              |       |
| NQ  | 17 | Eliseo Salazar        | March-Ford Cosworth      |      |                          |              |       |
| NQ  | 9  | Slim Borgudd          | ATS-Ford Cosworth        |      |                          |              |       |
| NQ  | 33 | Patrick Tambay        | Theodore-Ford Cosworth   |      |                          |              |       |
| NQ  | 36 | Derek Warwick         | Toleman-Hart             |      |                          |              |       |
| NQ  | 35 | Brian Henton          | Toleman-Hart             |      |                          |              |       |
| NQ  | 18 | Derek Daly            | March-Ford Cosworth      |      |                          |              |       |
| NA  | 10 | Jan Lammers           | ATS-Ford Cosworth        |      |                          |              |       |

## Classifiche

### Piloti
| Pos. | Pilota            | Punti |
| ---- | ----------------- | ----- |
| 1    | Carlos Reutemann  | 34    |
| 2    | Nelson Piquet     | 22    |
| 3    | Alan Jones        | 18    |
| 4    | Riccardo Patrese  | 10    |
| 5    | Jacques Laffite   | 7     |
| 6    | Elio De Angelis   | 5     |
| 7    | Nigel Mansell     | 4     |
| =    | Alain Prost       | 4     |
| 9    | Gilles Villeneuve | 3     |
| =    | Mario Andretti    | 3     |
| =    | Marc Surer        | 3     |
| =    | Héctor Rebaque    | 3     |
| 13   | Eddie Cheever     | 3     |
| 14   | René Arnoux       | 2     |
| =    | Didier Pironi     | 2     |
| 16   | Patrick Tambay    | 1     |
| =    | Andrea De Cesaris | 1     |

### Costruttori
| Pos. | Team                   | Punti |
| ---- | ---------------------- | ----- |
| 1    | Williams-Ford Cosworth | 52    |
| 2    | Brabham-Ford Cosworth  | 25    |
| 3    | Arrows-Ford Cosworth   | 10    |
| 4    | Lotus-Ford Cosworth    | 9     |
| 5    | Ligier-Matra           | 7     |
| 6    | Renault                | 6     |
| 7    | Ferrari                | 5     |
| 8    | Alfa Romeo             | 3     |
| =    | Ensign-Ford Cosworth   | 3     |
| 10   | Tyrrell-Ford Cosworth  | 3     |
| 11   | Theodore-Ford Cosworth | 1     |
| =    | McLaren-Ford Cosworth  | 1     |

## Polemiche dopo la gara
Il vincitore Carlos Reutemann fu molto critico sulla gestione della sicurezza, e dedicò la vittoria al meccanico dell'Osella, da lui travolto al venerdì, nelle prove. L'argentino affermò anche la sua intenzione di smettere con lo competizioni in assenza di provvedimenti. Siegfried Stohr, pilota dell'Arrows, e protagonista dell'incidente al via, accusò per l'accaduto lo starter.
Gli organizzatori pubblicarono un comunicato in cui affermarono che la procedura di partenza era avvenuta applicando il regolamento del campionato. Aggiunsero che l'articolo 13/3 del codice sportivo stabiliva che:
Gilles Villeneuve confermò che il vice direttore di corsa, Jo Coopmann, aveva assicurato ai piloti che la procedura di partenza sarebbe stata ripresa dall'inizio, al termine della protesta sulla linea di partenza. Enzo Ferrari attaccò la gestione del Gran Premio affermando che si sarebbe unito alla protesta di piloti e meccanici se fosse stato presente sul tracciato; accusò inoltre Bernie Ecclestone, capo della FOCA, e Colin Chapman di aver forzato lo starter a dare il via, pur in una situazione di grave caos in pista.